# Karl Galster (Kapitänleutnant)

Karl Galster (1915)

Karl Friedrich Hans Galster (* 29. März 1886 in Kiel; † 25. März 1916 auf See) war ein deutscher Marineoffizier. Er kommandierte als Kapitänleutnant das Torpedoboot S 22 der Kaiserlichen Marine im Ersten Weltkrieg.

## Leben
Karl Galster wurde als erstes Kind des späteren Vizeadmirals der Kaiserlichen Marine Karl Galster geboren. Galster trat 1903 im Alter von 17 Jahren als Seekadett der Kaiserlichen Marine bei und wurde 1904 Fähnrich zur See. Im Jahr 1906 wurde er zum Leutnant zur See und 1908 zum Oberleutnant zur See befördert. Er diente ab 1909 bei der Torpedowaffe und wurde am 16. Dezember 1914 zum Kapitänleutnant befördert. Galster war verheiratet und hatte zwei Kinder.
Am 25. März 1916, gegen 9:30 Uhr erfolgte ein Angriff britischer Zerstörer auf den deutschen Vorposten bei List, während Flugzeuge des britischen Seeflugzeugträgers HMS Vindex die Luftschiffhallen von Tondern angreifen sollten. Deutsche Flugzeuge flogen daraufhin einen Gegenangriff vom Marinefliegerstützpunkt List aus. Dabei rammte der ausweichende britische Zerstörer HMS Lavrock den Zerstörer HMS Medusa, der daraufhin abgeschleppt und später wegen des stürmischen Wetters aufgegeben werden musste.
Die britische Aktion provozierte eine deutsche Reaktion. Die Hochseeflotte stach in See zu einem Gegenangriff auf die sich zurückziehenden britischen Schiffe. Während dieser Unternehmung lief das Torpedoboot S 22 unter Galster gegen 21.30 Uhr auf eine Mine etwa 30 Seemeilen nördlich von Terschelling bei 53° 46′ N, 5° 4′ O. Das Boot brach mittschiffs auseinander. Während die vordere Hälfte sofort sank, blieb das Achterschiff noch etwa fünf Minuten lang über Wasser. Das Torpedoboot S 18, das sich in der Nähe befand, konnte auf Grund der extrem schlechten Wetterverhältnisse keine Hilfe leisten. Nur siebzehn Besatzungsmitglieder wurden gerettet. Der Kommandant ging mit seinem Schiff unter.

## Ehrung
Die deutsche Kriegsmarine benannte ihren Zerstörer Z 20 Karl Galster nach ihm.